# میوه کاذب

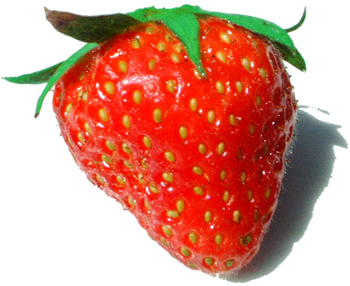
یک میوه توت‌فرنگی: دانه‌ها فندقه هستند و هر کدام از مادگی گل مشتق شده‌اند.

میوهٔ کاذب میوه‌ای است که در آن بخشی از گوشت آن نه از  تخمدان بلکه از بافت خارجی مجاور برچه نشأت گرفته است. مثال بافت‌های فرعی نهنج، توت فرنگی،آناناس، انجیر، توت است. میوه‌های سیبی مثل سیب و گلابی هم از میوه‌های کاذب هستند که بیشتر گوشت آن‌ها از گل‌بنه نشأت گرفته است.